# トラルゴン
トラルゴン、またはトララルゴン（Traralgon）は、オーストラリアのビクトリア州にある都市。人口は2万5485人（2016年）で州東部のギプスランド最大の都市である。
町の周辺には幾つかの炭鉱があり大規模な露天掘りで採掘している。炭鉱に隣接して火力発電所が稼働しており、ベルトコンベアで石炭を供給している。発電量はビクトリア州全体の50％以上を賄っている。大気汚染の問題が指摘されているが町の経済活動には貢献している。町の人口は増加傾向にある。

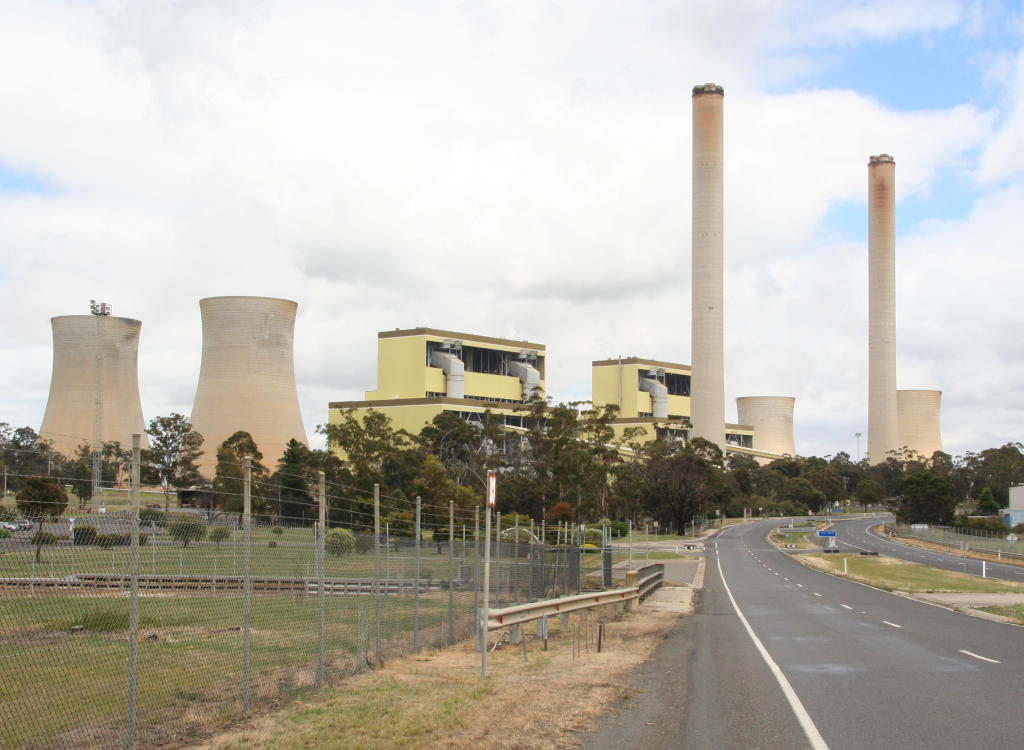
ロイヤング発電所